# Ичкинский говор
Ичкинский говор (тат. эчкен сөйләше) — говор среднего диалекта татарского языка, распространенный на Урале. Распространен среди ичкинских татар.

## Описание
Представители ичкинского говора проживают в Челябинской области, в деревнях Усманово, Усть-Багаряк, Ачлыкулево, Октябрьск, а также в Курганской области, в деревнях Учкулево, Иванково, Тузово,Альменево, Вишняково, Трехозерки, Черные речки, Юлдус, Сибирки, Кызылбай, Терсюк. Эта группа татар именовалась в просторечии татарами сибирского пути, а в официальных документах - мишарями.
Ичкинский диалект имеет много общего с говорами уральской области среднего диалекта. В то же время есть общие черты с мишарским и сибирским диалектами.
В формировании ичкинского диалекта принимали участие служилые татары и татары Поволжья. Также на формирование этого говора повлияли сибирские татары и, в определённой степени, башкирские племена.
Гласные. По составу и звукоизвлечению внутренний диалект почти неотличим от татарского литературного языка. Определённые особенности совпадения гласных зафиксированны в отдельных словах. аждагы — аждаһа, йаңы — йаңа (яңа), цагыз — кәгазь, турада — турыда, мэктеп — мәктәп; -тнчы/гәнче һәм -тла/-гәлә в прилагательных ы~а, э(е)~ә системалы характерда: йеткенце — җиткәнче, көлгенце — көлгәнче, ҡайтҡынцы — кайтканчы, булгылау — булгалау, йыйгылау — җыйгалау и т. д. ә~и. В группе слов длина соответствует звуку и : кәштә — киштә, кәрәк — кирәк, шәкәр — шикәр, бәк — бик, кәм — ким, әпәй — ипи, кәбән — кибән. Сходство ы~у наблюдается в группе слов: ыцлау — уклау, быйау — буйау (буяу), мынца — мунча, Ысман — Усман. Эта особенность встречается и в указательных местоимениях: бы — бу, шы//шыл — шул, шының — шуның, шындый — шундый. ө~ү: көңөл — күңел, бөгөн — бүген, төгәл — түгел, шөрләү— шүрләү..
-ай/-ай~-йы/-йи характерен для некоторых других говоров татарского языка (касимовский, нукратский, мензелинский, бирский), а также считается основным признаком сибирских диалектов. Также присутствуют в кумыкском, карачаевском, и башкирском языках .
Звук һ также не характерен для говора ичкинских татар. Поэтому слово вначале не употребляется: аман — ещё, өнәр — ремесло, иц — ни, эр — каждый и т. д. б. В середине слова г~h прописан только в одном слове: аждагы — аҗдаһа. й~һи: Шәйдә — Шәһидә, Фәймә — Фәһимә, Майкамал — Маһикамал. х~һ: Махизамал — Маһиҗамал, йәхәннәм — җәһәннәм, Йәүхә-рийә — Җәүһәрия, Гөлҗихан — Гөлҗиһан, мәхәр — мәһәр
Ассимиляция(уподобление). Слова, которые оканчиваются на согласное ш, при добавлении окончания -сыз меняют букву с на букву ш : башшыз — башсыз, ушшыз — һушсыз, ташшыз — ташсыз, ашшыз — ашсыз и т. д.

## Лексические особенности
Диалектная лексика относится к разным сферам жизни. Термины родства: азый — брат, атай — отец, инәй — мать, цайнем, цайным — свекор, цайнә — свекровь, цаймикә — сестра мужа, йорцы — младший брат мужа, тудыца{й) туган — родственник родственника(в разных случаях по-разному).
Слова, связанные с домом, улицей: аралыц — переулок, ацылма — окно, открывающееся в обе стороны, анцура — огород, засаженный картошкой, батмаш — лестница перед входом в дом.
Бытовая лексика. Названия блюд: ашманцы — повар, онаш — лапша, бәтер — тонкий, цурмац — жареная, печёная пшеница, цыстымбай — кыстыбый.
Одежда: ату — туфля без каблука, ҡолбау — коралл, пыйма — валенки, цапма — женское украшение.
Слова, связанные с человеком: бөйәнә — почка, үпцә — пятка, султый — левый;левша, йобау — худощавость, йөзлек — подъём(ног), йолдызсыз — гадкий.
Слова, относящиеся к животному миру: куғыр — бык, бәрәкәй — баран, цолцай — жеребёнок двух лет, цоралай — косуля, ҡузы — ягненок, ҡуй — овца, ҡураз — петух, тартай — коростель, туғазаҡ — одинокая, бесплодная птица, туҡыртма — дятел, цыбыцай — вид дикой утки, цүгэрэй — чирок, элпә — рыбья чешуя.
Названия растений: ҡавын — тыква, ҡосок — лесной орех, көртмәле — клюква, пыйаз — лук, цәнцешэк — крапива.
Слова, связанные с природными явлениями и рельефом: ҡотоҡ — дождевая вода, ҡыргаҡ — засуха, батҡаҡ — грязь, оро — колодец, семелек — топь, сеңгәк — болото.